# Ben Wenzler
Ben Wenzler (* 2. August 2000 in Stuttgart) ist ein deutscher American-Football-Spieler auf der Position des Cornerbacks. Seit der Saison 2021 steht er bei Stuttgart Surge in der European League of Football (ELF) unter Vertrag.

## Werdegang
Jugend
Wenzler war zunächst beim MTV Stuttgart als Rechtsaußen im Handball aktiv. Im Jahr 2013 wechselte er zum Flag Football, ehe er nach Erreichen der Altersgrenze mit dem American Football begann. Dies tat er in der Jugend der Stuttgart Scorpions, bei denen er in den folgenden Jahren alle Jugendteams dort durchlief. 2017 nahm Wenzler an einem Schüleraustausch teil, sodass er ein Jahr an der Alma High School in Michigan verbrachte. Dort kam er auch in den Sprintdisziplinen der Leichtathletik zum Einsatz. Nach seiner Rückkehr nach Deutschland wurde er in den U17-Auswahlkader der Baden-Württemberg Lions eingeladen und belegte dabei den zweiten Rang im Länderturnier. In der Saison 2018 war er als Stammspieler auf der Position des Cornerbacks Teil des Stuttgarter Teams in der GFL Juniors, der höchsten Spielklasse für Junioren in Deutschland, das den Südmeistertitel gewann und erst in den Playoffs knapp im Halbfinale scheiterte. In seinem letzten Jahr bei den Junioren 2019 fungierte Wenzler als Teamkapitän. In der GFL-Saison 2019 sammelte Wenzler zudem erste Erfahrungen im Herrenteam der Scorpions, konnte aber keine Statistiken verzeichnen. Zur Saison 2020 sollte er endgültig in den GFL-Kader aufgenommen werden, doch musste die Saison aufgrund der Covid-19-Pandemie abgesagt werden.
Stuttgart Surge
Zur historisch ersten Saison der European League of Football 2021 wurde Wenzler von Stuttgart Surge unter Cheftrainer Martin Hanselmann verpflichtet. Gemeinsam mit Surge verpasste er bei einer Siegesbilanz von 2-8 die Playoffs deutlich. Dennoch konnte Wenzler als Cornerback positiv auf sich aufmerksam machen. Insgesamt erzielte er 18 Tackles und eine Interception. Anfang Januar 2022 gab Surge die Verlängerung mit Wenzler um eine weitere Saison bekannt.

## Statistiken
| Jahr                        | Team            | Spiele 1 | Tackles | Tackles | Tackles | Tackles | Tackles | Pass Defense | Pass Defense | Pass Defense | Pass Defense | Pass Defense | Fumbles | Fumbles | Fumbles |
| Jahr                        | Team            | Spiele 1 | Total   | Solo    | Ast     | TFL     | Sack    | BU           | INT          | YDS          | TD           | PD           | FF      | FR      | TD      |
| --------------------------- | --------------- | -------- | ------- | ------- | ------- | ------- | ------- | ------------ | ------------ | ------------ | ------------ | ------------ | ------- | ------- | ------- |
| European League of Football |                 |          |         |         |         |         |         |              |              |              |              |              |         |         |         |
| 2021                        | Stuttgart Surge | 07       | 18      | 14      | 4       | 2       | 0       | 1            | 1            | 18           | 0            | 2            | 0       | 0       | 0       |
| ELF Gesamt                  | ELF Gesamt      | 07       | 18      | 14      | 4       | 2       | 0       | 1            | 1            | 18           | 0            | 2            | 0       | 0       | 0       |
| europeanleague.football     |                 |          |         |         |         |         |         |              |              |              |              |              |         |         |         |

## Privates
Wenzler ist Linkshänder. Er studiert an der Eberhard Karls Universität Tübingen den Bachelor-Studiengang Sportmanagement.